# Quincula lobata
Quincula lobata là loài thực vật có hoa trong họ Cà. Loài này được (Torr.) Raf. miêu tả khoa học đầu tiên năm 1832.